# Victory Sportif Club
El Victory es un equipo de fútbol haitiano que milita en la Segunda División de Haití.

## Historia
Fue fundado en el año 1945 en la localidad de Jacmel y cuenta con 1 campeonato de Liga , 2 títulos de Copa, 1 Supercopa y 1 final del torneo de Campeones de Haití.
A nivel internacional ha participado en 2 torneos continentales, donde su mejor participación ha sido en el Campeonato de Clubes de la CFU del año 2012, donde fue eliminado en la Segunda ronda por el Antigua Barracuda FC de Antigua y Barbuda, el Inter Moengotapoe de Surinam y el W Connection de Trinidad y Tobago.

## Palmarés
- Liga de fútbol de Haití: 1

2010/11-C
- Copa de Haití: 5

1954, 1962, 1970, 1971, 2010
- Torneo Campeón de Campeones: 0
  - Finalista: 1

2011

## Participación en competiciones de la CONCACAF
- Champions' Cup: 1 aparición

1984 - Ronda final (Caribe)
- Campeonato de Clubes de la CFU: 1 aparición

2012 - Segunda ronda